# كلاجوكي
كالاجوكي هي مدينة ساحلية وبلدية فنلندية . تقع ضمن مقاطعة أولو وهي جزء من منطقة أوستروبوثنيا الشمالية. عدد سكانها هو 12,393 نسمة (إحصاء 31 يناير 2019) و تغطي مساحة قدرها 2,391.30 كيلومتر مربع (923.29 ميل مربع) منها 1,469.15 كيلومتر مربع (567.24 ميل مربع) عبارة عن مياه. الكثافة السكانية هي 13.44 نسمة لكل كيلومتر مربع ( 34.8/ لكل ميل مربع). البلدية تعتمد اللغة الفنلندية كلغة وحيدة.

## التاريخ
يمكن العثور على أول إشارة إلى كلاجوكي من بداية القرن السادس عشر حيت حصلت على وضع الرعية في عام 1525 ، وقد تم تصنيفها كأبرشية إقليمية في عام 1545. انتهى هذا الوضع بإلغاء شكل الرعية التنظيمي في أوائل ستينيات القرن التاسع عشر. كانت كلاجوكي سوقًا مهمًا وتسيطر على تجارة القطران في المنطقة بأكملها. بحلول نهاية القرن التاسع عشر، كانت النظرة إلى القطران كسلعة تتقلص، وتقلصت أهمية كالاجوكي بعد ذلك.
كانت مصدر تجارة القطران من الصناعات الغابوية، وكانت كالاجوكي منذ فترة طويلة موقعًا لأنشطة الغابات. لا تزال هناك مناشر تعمل في المدينة اليوم.
بالإضافة إلى تجارة القطران، تعد كلاجوكي منذ فترة طويلة مجتمعًا زراعيًا ، حيث تنتج مجموعة متنوعة من المنتجات الزراعية، بما في ذلك القمح والجاودار. لا تزال هناك العديد من المزارع العاملة في المدينة، وهناك سوق أسبوعي خلال أشهر الربيع والصيف حيث يقوم المزارعون والتجار المحليون ببيع منتجاتهم.

## حكومة
كانت هناك محاولات عديدة لإعادة تنظيم كالاجوكي كمدينة، والتي من شأنها أن تمنح سلطات إضافية للبلدية. كانت المحاولة الأولى في عام 1865 ، وكانت هناك عدة محاولات لاحقة طوال القرن العشرين. أخيرًا تم إعادة تنظيم كالاجوكي كمدينة في عام 2002.
تمامًا مثل أي بلدية في فنلندا ، تتكون مدينة كالاجوكي من عدة وحدات فرعية تسمى كايلا . فيما يلي أسماء مكونات مدينة كالاجوكي: فاسانكاري، بلاسي، مهتكيلا، بوهجانكيلا، بيتكينسيلكا، إتيلانكيلا، كانتا، تينتا، تينكا، راخا، كوريكالا، كاركنين، تايكو، راوتيو .
كل أربع سنوات، ينتخب ناخبو كالاجوكي مجلس مدينة يتكون من 35 عضوًا يجتمعون كل شهر. ينتخب المجلس بعد ذلك مجلسًا إداريًا يتكون من تسعة أعضاء يجتمعون بشكل أكثر انتظامًا لتنفيد أعمال المدينة. اعتبارًا من الانتخابات البلدية الأخيرة في عام 2004 ، 19 عضوًا في مجلس المدينة هم من حزب الوسط، و 6 من حزب برو كالاجوكي المحلي، و 4 من حزب الائتلاف الوطني من يمين الوسط، 3 من التحالف اليساري، و 2 هم من الحزب الديمقراطي الاجتماعي يسار الوسط، وعضو واحد من حزب الديمقراطيين المسيحيين.
ستجري الانتخابات البلدية القادمة في جميع أنحاء فنلندا في عام 2012.
تم دمج بلدية راوتيو مع كلاجوكي في عام 1973. و تم دمج بلدية هيمانكا المجاورة مع كالاجوكي في 1 يناير 2010.

## السياحة
كلاجوكي هي مكان جذب سياحي شهير في فنلندا بسبب الشواطئ الرملية الطويلة (البحر) والأنشطة ذات الصلة.

## علاقات دولية

### المدن المتوأمة - المدن الشقيقة
كالاجوكي متوأمة مع:
- إزومو (شيمانه)، اليابان (2003)

## الناس الذين ولدوا في كالاجوكي
- كالي ميليلا (1844 - 1923)
- توماس بوجانبالو (1861 - 1933)
- ليونارد تايبو (1868 - 1922 ؛ ولد في راوتيو )
- ساكاري Ainali (1874 - 1938؛ ولد في Himanka )
- Vilho Kivioja (1896 - 1977)
- إلياس سيموجوكي (1899 - 1940 ؛ ولد في راوتيو)
- كوكو توبينين (1940 -)
- أنتي هاباكوسكي (1971 -)
- راينر نيجارد (1972 -)
- جوسي جوكينين (1983 -)
- جوهو جوكينين (1986 -)
- Jaakko Rahja[الإنجليزية] (1872 - 1926)

## روابط خارجية
- مدينة كالاجوكي - الموقع الرسمي
- معلومات السياحة كلاجوكي نسخة محفوظة 5 سبتمبر 2012 على موقع واي باك مشين.